# Erwin Olaf
Erwin Olaf (puno ime Erwin Olaf Springveld, Hilversum, Nizozemska, 2. lipnja 1959.) - nizozemski fotograf.
Erwin Olaf je studirao novinarstvo u Školi za novinarstvo u Utrechtu. Njegove fotografije su izložene u mnogim svjetskim galerijama i muzejima, npr. galerijama Wagner + Partner u Berlinu, Flatland u Utrechtu, Hamiltons u Londonu, Magda Danysz Gallery u Parizu, Espacio Minimo u Madridu, itd. Također je primio mnoge nagrade za svoj rad.
Olaf je najpoznatiji po svojim komercijalnim i osobnim fotografijama. Angažirale su ga mnoge velike internacionalne kompanije za reklamne kampanje kao što su Levi Strauss & Co., Microsoft i Nokia. Neke od njegovih najpoznatijih serija fotografija uključuju "Grief", "Rain" i "Royal Blood". Olaf ne zazire od kontroverze te su njegove fotografije često smjele i provokativne.
Erwin Olaf je 2014. dizajnirao nizozemske kovanice s portretom kralja Willem-Alexandera.